# 拉雷什·杜米特雷斯库
拉雷什·杜米特雷斯库（羅馬尼亞語：Rareș Dumitrescu，1983年12月24日—），罗马尼亚男子击剑运动员。他曾代表罗马尼亚参加2008年和2012年夏季奥林匹克运动会击剑比赛，其中2012年奥运会获得一枚银牌。